# Sesarmops mindanaoensis
Sesarmops mindanaoensis is een krabbensoort uit de familie van de Sesarmidae. De wetenschappelijke naam van de soort is voor het eerst geldig gepubliceerd in 1914 door Rathbun.